# 원덕읍
원덕읍(遠德邑)은 강원특별자치도 삼척시의 읍이다.

## 개요
원덕읍은 강원도의 최남단 삼척시의 남부지역에 위치해 있다. 해신당 성민속공원과 어촌민속전시관, 임원회센터, 검봉산자연휴양림 등 관광지와 청정 해수욕장과 맑은 물이 흐르는 하천과 관광객 유치를 위한 팬션, 민박 등 휴양지가 준비되어 있다. LNG 정박시설과 복합발전단지 유치확정과 친환경 유기농 연구단지 조성 등 에너지 산업을 유치하여 지역발전을 도모하고 있다.

## 연혁
- 신라시대 : 죽령현(竹領縣)
- 고려시대 : 죽령현(竹領縣)·옥원현(沃原縣)
- 조선 인조 8년(1630년) : 덕번(德蕃) - 원덕(遠德), 근덕(近德)
- 조선 현종 3년(1662년) : 덕번하(德蕃下) 또는 원덕번(遠德蕃)
- 조선 영조 : 원덕면(遠德面) 또는 원덕면(願德面)
- 조선 순조 1년(1801년) : 신덕(新德) 또는 원덕번(遠德蕃)
- 조선 고종 10년(1906년) : 치남(峙남), 치북(峙北) 또는 천남(川南), 천북(川北)
- 1910년 : 원덕면 신설.(21개리 관할)
- 1943년 : 초곡(草谷), 매원리(梅院里)가 근덕면(近德面)에 편입됨.
- 1980년 12월 1일 : 원덕면에서 원덕읍으로 승격.[2]
- 1986년 4월 1일 : 오저출장소를 가곡면(柯谷面)으로 승격시켜 분리.
- 1987년 1월 1일 : 장호(莊湖), 용화리(龍化里)가 근덕면(近德面)에 편입됨.
- 1995년 5월 19일 : 원덕읍 일대 행정리가 다음과 같이 개정되었다.

| 개정 이전                        | 개정 이후 | 개정 이후                 |
| 행정리                           | 법정리    | 행정리                    |
| -------------------------------- | --------- | ------------------------- |
| 축천1리, 축천2리 (법정리 축천리) | 산양리    | 산양1리, 산양2리          |
| 노경리                           | 노경리    | 노경1리, 노경2리, 노경3리 |
| 노곡1리, 노곡2리                 | 노곡리    | 노곡1리, 노곡2리          |
| 길곡리                           | 노곡리    | 노곡3리                   |
| 비화리                           | 노곡리    | 노곡4리                   |

## 법정리
- 갈남리(葛南里)
- 임원리(臨院里)
- 옥원리(沃原里)
- 산양리(山陽里)
- 호산리(湖山里)
- 이천리(理川里)
- 월천리(月川里)
- 사곡리(沙谷里)
- 기곡리(杞谷里)
- 노곡리(魯谷里)
- 노경리(魯耕里)

## 축천리 명칭 변경
- 명칭은 1913년 일제에 의해 임원리 국유림 횡포와 부당한 측량이 실시되자 주민 70여명이 이에 대하여 재측량을 요구를 했는데, 이를 무시하고 일본관원들의 포악한 횡포와 부당한 측량이 계속되자 주민들이 격렬하게 대응했고, 이에 일본이 주모자 색출을 하는 과정에서 산양서원을 불태워버리고 마을이름을 비하하는 의미의 축천리로 강제 개명을 시킨 것에서 유래했다. 이에 따라 1995년 일제시대에 강제개명 된 마을 리명을 고유지명을 되찾기 운동의 일환으로 마을이 형성될 당시부터 사용했던 '산양'이라는 이름을 붙여 산양리로 개정되었다.[5]

## 교육
- 호산초등학교 (호산리)
  - 사곡분교 (폐교) - 원덕읍 사곡리 286-2
  - 노실분교 (폐교) - 원덕읍 노실길 81-21 (노곡리)
  - 기곡분교 (폐교) - 원덕읍 가곡천로 2048 (기곡리)
  - 축천분교 (폐교) - 원덕읍 산양서원2길 46 (산양리)
- 임원초등학교 (임원리)
  - 신남분교 (폐교) - 원덕읍 신남길 27 (갈남리)
- 원덕중학교 (호산리)
- 임원중학교 (임원리)
- 원덕고등학교 (호산리)